# Alexis (Illinois)
Alexis è un villaggio degli Stati Uniti d'America, situato nello Stato dell'Illinois, diviso tra la contea di Mercer e la contea di Warren.